# Myriam Verreault
Myriam Verreault (Quebec, 1979) es una directora de cine y guionista canadiense.

## Biografía
Verreault vivió su infancia en Loretteville en los suburbios de Quebec. Tras estudiar periodismo, historia y cine, se inició en la televisión y el cine como utillera, directora y editora. Se dio a conocer en 2009 con el documental West of Pluto (À l'ouest de Pluton), 24 horas en la vida de una decena de estudiantes de secundaria en Quebec y el documental web My Tribe Is My Life (Ma tribu c'est ma vie) sobre el mundo de ocho aficionados a la música y cómo Internet transforma sus relaciones interpersonales y ayuda a forjar su identidad.
Su película Kuessipan se estrenó en 2019, la escribió junto a la escritora de la novela homónima, Naomi Fontaine un trabajo sobre las relaciones en la comunidad innu por la que recibió una nominación al Canadian Screen Award como Mejor Guion Adaptado en los 8th Canadian Screen Awards, y dos nominaciones al Prix Iris como Mejor Director y Mejor Guion en los 22nd Quebec Cinema Awards.
Myriam Verreault es también directora de la serie de televisión 5e rang, transmitida por ICI Radio-Canada.

## Obras

### Directora
- 2019 Kuessipan
- 2019 5e Rang (TV Series)
- 2011 Ma tribu c'est ma vie
- 2008 À l'ouest de Pluton

### Editora
- 2019 Kuessipan
- 2014 Quebekoisie
- 2011 Ma tribu c'est ma vie
- 2008 À l'ouest de Pluton

### Guionista
- 2019 Kuessipan
- 2011 Matribu c'est ma vie
- 2008 À l'ouest de Pluton

### Producción
- 2008 À l'ouest de Pluton